# Judo al XVI Festival olimpico estivo della gioventù europea
Le competizioni di judo al XVI Festival olimpico estivo della gioventù europea si sono svolte dal 26 al 30 luglio 2022 a Banská Bystrica, in Slovacchia

## Podi

### Ragazzi
| Evento  | Oro                   | Argento              | Bronzo              |
| −55 kg  | Daviti Lomitashvili   | Murad Aliyev         | Vahe Aghasyan       |
| −55 kg  | Daviti Lomitashvili   | Murad Aliyev         | Roy Rubinstein      |
| −60 kg  | Jochem van Harten     | Nurlan Karimli       | Davit Kareli        |
| −60 kg  | Jochem van Harten     | Nurlan Karimli       | Nazar Viskov        |
| −66 kg  | İbrahim Demirel       | Tobias Fürst Črtanec | Tornike Mosiashvili |
| −66 kg  | İbrahim Demirel       | Tobias Fürst Črtanec | Robert Sorkin       |
| −73 kg  | Joshua de Lange       | Mihajlo Simin        | Artak Torosyan      |
| −73 kg  | Joshua de Lange       | Mihajlo Simin        | Ivan Kazimirov      |
| −81 kg  | Stanislav Korchemliuk | Ismayil Zamanov      | Matīss Zeiļa        |
| −81 kg  | Stanislav Korchemliuk | Ismayil Zamanov      | Gor Karapetyan      |
| −90 kg  | Miljan Radulj         | Nik Purnat           | Rareș Arsenie       |
| −90 kg  | Miljan Radulj         | Nik Purnat           | Archil Mamulashvili |
| −100 kg | Petre Bogdan          | Francesco Basso      | Joes Schell         |
| −100 kg | Petre Bogdan          | Francesco Basso      | Geori Baduashvili   |
| +100 kg | Giori Tabatadze       | Recep Ergin          | Giannis Antoniou    |
| +100 kg | Giori Tabatadze       | Recep Ergin          | Kanan Nasibov       |

### Ragazze
| Evento | Oro                   | Argento            | Bronzo             |
| −44 kg | Vera Wandel           | Szabina Szeleczki  | Clara Mermet       |
| −44 kg | Vera Wandel           | Szabina Szeleczki  | Tanzila Muntsurova |
| −48 kg | Ilaria Finestrone     | Konul Aliyeva      | Helen Habib        |
| −48 kg | Ilaria Finestrone     | Konul Aliyeva      | Summer Shaw        |
| −52 kg | Laura Gómez Antona    | Nikolina Nišavić   | Luca Mamira        |
| −52 kg | Laura Gómez Antona    | Nikolina Nišavić   | Aydan Valiyeva     |
| −57 kg | Fidan Alizada         | Julie Beurskens    | Julia Bulanda      |
| −57 kg | Fidan Alizada         | Julie Beurskens    | Emma Melis         |
| −63 kg | Kerem Primo           | Adél Kelemen       | Sara Corbo         |
| −63 kg | Kerem Primo           | Adél Kelemen       | Nele Noack         |
| −70 kg | Ingrid Nilsson        | Elena Dengg        | Nika Koren         |
| −70 kg | Ingrid Nilsson        | Elena Dengg        | Nino Gulbani       |
| −78 kg | Yelyzaveta Lytvynenko | Yuli Alma Mishiner | Mathilda Niemeyer  |
| −78 kg | Yelyzaveta Lytvynenko | Yuli Alma Mishiner | Fábia Conceição    |
| +78 kg | Diana Semchenko       | Bintibe Lang       | Morgana De Paoli   |

### Misto
| Evento        | Oro         | Argento | Bronzo  |
| Gara a coppie | Azerbaigian | Ucraina | Israele |
| Gara a coppie | Azerbaigian | Ucraina | Georgia |